# Agustín Aljure
Agustín Aljure Góngora (Girardot, 3 de mayo de 1913-Girardot, 11 de febrero de 2007) fue un político liberal colombiano descendiente de libaneses, quien era abogado de profesión y quien fue el duodécimo contralor general de la República.

## Biografía
Estudió Derecho en la Sede Principal de la Universidad Libre (Colombia), de la cual se graduó en 1937 con Alberto Leuro, Hernando Forero Bernal, Gonzalo González Palma, Manuel J. Díaz Granados y Leopoldo Guarín Salcedo.
Fue Presidente de la Cámara entre el 20 de julio de 1961 y el 20 de julio de 1962.

## Antijudaísmo
El Gobernador de Cundinamarca, el liberal Abelardo Forero Benavides, influido por Agustín Aljure, quien era contrario a la causa judía por su origen árabe, negó la personería jurídica a la Asociación Israelita Montefiore –integrada por los inmigrantes alemanes víctimas de la persecución nazi- expresando:

El judaísmo hace una diferenciación entre los hombres. Los unos, los que pertenecen al Pueblo de Israel, son los elegidos. Los otros son los gentiles, idólatras o paganos. Los delegados de Dios no pueden encontrarse fuera de su propia raza, y en ellos se concentra tan solo la autoridad... Su fin último es robustecer los lazos de unión entre los judíos para dominar al mundo, puesto que tal religión considera que si los judíos están dispersos por toda la tierra, toda las pertenece... lo que no permite nuestra ley fundamental es que los cultos contrarios al cristianismo sean propagados haciendo uso de la libertad de confianza y de asociación para la organización de una jerarquía y de un gobierno religioso y para la posesión de bienes para el beneficio de tales creencias